# Josep Robert i Serrat
Josep Robert i Serrat (Poboleda, Priorat, 30 de desembre de 1832 - Saragossa, 1914) va ser un veterinari, metge i catedràtic català.
Fill de Jaume Robert, natural de Cornudella, i de Maria Serrat, procedia d'una nissaga de veterinaris, manescals o "albèiters" en la terminologia d'aleshores, amb diversos antecedents familiars, pare, avi i besavi i oncle, una tradició familiar que el marcarà en la seva vocació professional. Així, seguí la tradició familiar i feu els estudis de veterinària a l'Escola Superior de Veterinària de Madrid, una de les poques i més destacades que hi havia aleshores a Espanya. Robert, per una raó o l'altra, les va recórrer pricticament totes. Començà els estudis el curs 1853-54, amb vint anys, i encara estudiant, aconseguí una plaça d'alumne pensionat, essent destinat a la Farmaciola de l'escola. El 1858 després d'acabar els estudis, obté el títol de "Profesor Veterinario de primera clase". Guanyà la càtedra d'anatomia de l'escola de veterinària de Còrdova el 1859, exercí a Saragossa des del 1860, i a Lleó des del 1864, i posteriorment, retornà a Saragossa, on dirigí l'escola de veterinària durant els anys 1901 i 1908. Finalment, es jubilà el 1909. Destacà com a anatomista veterinari, disciplina de la qual publicà diferentes obres: Elementos de anatomía descriptiva en cuadros sinópticos (1867), Elementos de anatomía general (1870) i Tratado de anatomía descriptiva de los animales domésticos (1876), a més d'altres llibres bàsics d'estudi, que foren emprats per diferents generacions de veterinaris de tot l'estat.